# Shinobi (datorspel)
Shinobi är ett arkadspel utvecklat och utgivet 1987 i Japan, och senare porterat till bland annat Sega Master System. Spelaren antar rollen som en ninja som slåss med ninjamagi mot terrorister med vapen. Spelet är till för en till två spelare.